# Địa hình Các-xtơ Moravian

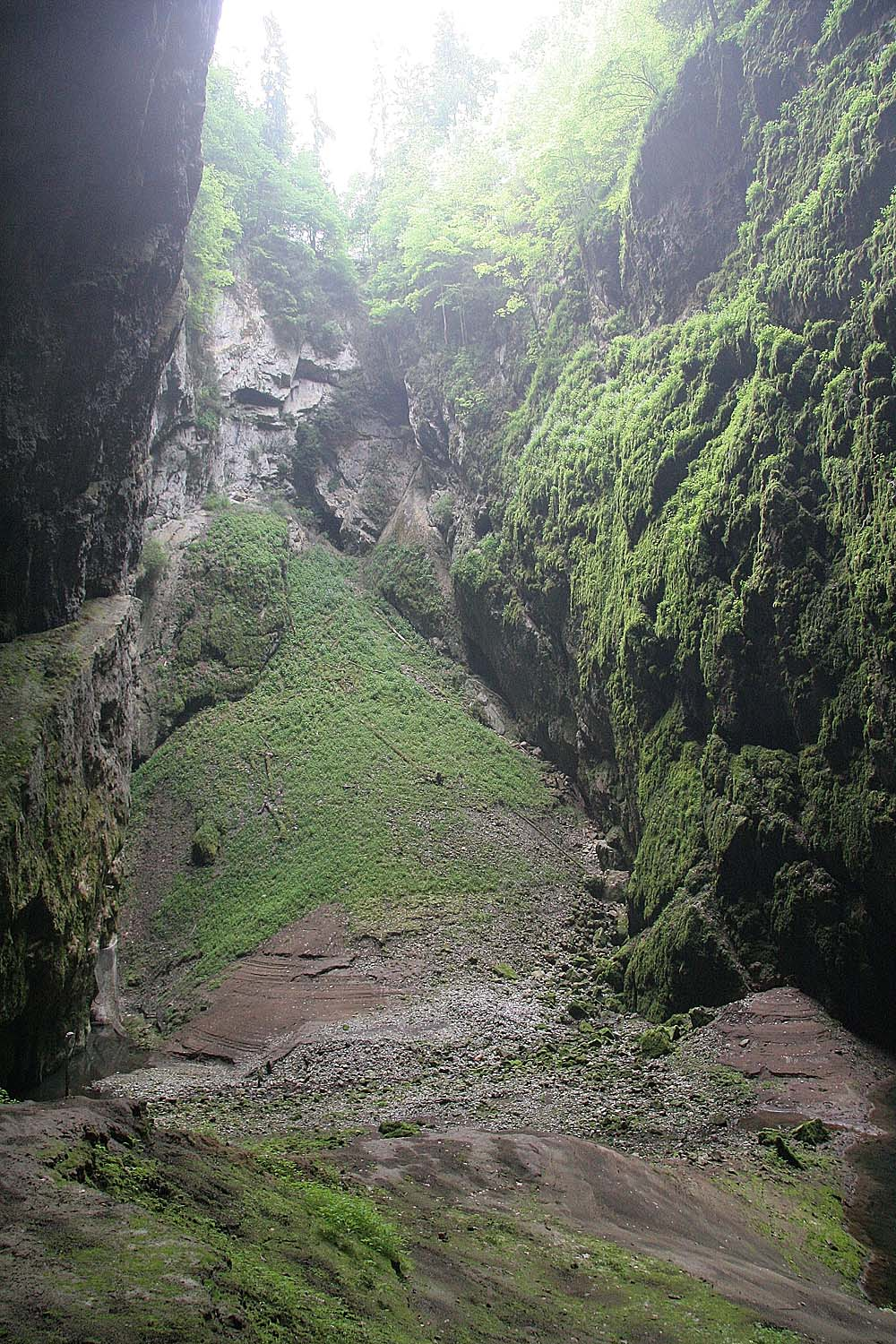
Hẻm núi Macocha

Địa hình Các-xtơ Moravian (tiếng Séc: Moravský kras) là một khu bảo tồn thiên nhiên nổi tiếng ở phía bắc Thành phố Brno, phía đông của Cộng hòa Séc, nằm gần thị trấn Blansko. Đặc trưng của khu vực này là đặc điểm địa chất vô cùng độc đáo, bao gồm khoảng 1100 hang động và hẻm núi, diện tích khoảng 92 km². Năm trong số các hệ thống hang động nổi tiếng (Hang Punkva (do nhà khảo cổ Karel Absolon khám phá), Hang Balcarka, Hang Kateřinská, Hang Výpustek, quần thể hang động Sloupsko-šošůvské, Hang Kůlna) đã chính thức mở cửa cho tất cả khách du lịch. Hang Amatérská, Hang Býčí skála, Hang Stránská skála chỉ mở cửa cho các đoàn khám phá khoa học.
Khu vực này cũng là nơi chứa đựng những đặc điểm địa chất đơn lẻ quan trọng nhất ở Cộng hòa Séc, điển hình nhất là Vực Macocha, một hẻm núi sâu 138 m, vô tình được hình thành khi trần một hang động sụp đổ. Bên cạnh đó, Vực Macocha cũng là nơi sông Punkva bắt đầu chảy dọc theo hệ thống hang động Punkva, có thể nhìn thấy hai hồ nước nhỏ trên bề mặt của hang động.
Địa hình Các-xtơ Moravian là địa điểm du lịch nổi tiếng trong khu vực địa phương, với lượng lớn khách du lịch đến thăm trong những tháng mùa hè. Ngoài các hang động, khu bảo tồn thiên nhiên còn có những con đường mòn dành cho xe đạp và những con đường khác dành riêng cho đi bộ đường dài để du khách có thể khám phá. Giá trị của quần thể cảnh quan Địa hình các-xtơ Moravian không chỉ nằm ở khía cạnh du lịch mà đây còn là đề tài nghiên cứu của ngành địa chất, vì sự hình thành của cảnh quan gắn liền với lịch sử hình thành và biến đổi của địa chất.